# Archivo de Etnografía y Folklore de Cataluña
El Archivo de Etnografía y Folklore de Cataluña (AEFC), en catalán Arxiu d'Etnografia i Folklore de Catalunya, es uno de los archivos más importantes de etnografía y de folklore de Cataluña.
Creado en noviembre de 1915 por Tomás Carreras y Artau en el seminario de su Cátedra de Ética en la Universidad de Barcelona, recuperando datos etnográficos, psicológicos y éticos con la finalidad de realizar un inventario de etnografía sobre Cataluña. En la creación del AEFC, Carreras y Artau contó con la estrecha colaboración de José María Batista i Roca, y también de Rossend Serra i Pagès, Felip Pedrell i Sabaté, así como la de numerosos historiadores, etnólogos, folcloristas, literatos, excursionistas y religiosos. En su apogeo, esta red de colaboradores moviliza más de trescientas personas en todo el país.
En 1945 el archivo se incorpora al Consejo Superior de Investigaciones Científicas (CSIC) y, con la creación de la Institució Milà i Fontanals (IMF) en 1968, acaba formando parte de esta institución, situada en la calle Egipcíaques, en el barrio de El Raval de Barcelona, donde permanece latente hasta que en 1986 el Dr. Luis Calvo emprende la reorganización e inventario del fondo, con la posterior publicación del primer catálogo de materiales.

## Historia
La evolución histórica del Archivo se puede dividir en varias etapas. Entre 1915 y 1927, la institución se dedicó a recoger datos etnográficos, psicológicos y éticos, realizando una intensa labor de difusión, con el objetivo de crear una gran base de datos sobre la etnografía y el folklore en Cataluña. Se realizaron estudios de encuestas para recopilar información y se publicó el Manual para investigaciones de Etnografía de Cataluña, la primera obra editada en España con una finalidad metodológica. Se creó la revista Estudis y Materials.
Entre 1927 y 1939, sus actividades se redujeron. Carreras, sin embargo, continuó con sus tareas de investigación, organización y sistematización de los materiales recopilados, así como en la difusión, pero con el estallido de la guerra civil española en 1936 tuvo que huir de Barcelona, sufriendo el archivo las consecuencias del saqueo y del expolio.
A partir de 1939, una vez finalizada la Guerra Civil, Tomás Carreras regresa al país y se reincorpora a la Universidad de Barcelona. Consigue recuperar parte del material de la AEFC que estaba a punto de ser destruido, y con la ayuda de varios colaboradores intenta reordenar este material.
En febrero de 1945 el archivo se incorporó al Consejo Superior de Investigaciones Científicas (CSIC) de Barcelona, y su labor continúa de manera desigual. En 1954 muere Tomás Carreras y asume la dirección simbólica del AEFC el historiador y arqueólogo Lluís Pericot García hasta el año 1968 cuando, debido a la escasa dotación económica y de personal, el Archivo cesó toda la actividad.
En 1986 el Departamento de Antropología de la IMF comienza la recuperación, limpieza, organización y estudio del Archivo. Posteriormente, Luis Calvo publicó el catálogo de materiales etnográficos y de materiales gráficos. A finales del 2012, la Unidad de Documentación y Gestión de Publicaciones de la IMF, elabora un cuadro de clasificación del Archivo y, a partir de este, se inició la descripción y catalogación del material gráfico, con el apoyo técnico de la unidad de Recursos de la Información Científica (URICI). La catalogación se está llevando a cabo con el programa Aleph, utilizado por la Red de Bibliotecas y Archivos del CSIC. Desde el 2013, se encuentra en proceso de organización y catalogación. El acceso público es restringido. Es necesaria una autorización expresa para acceder a la consulta de la documentación del fondo.

## Contenido
La documentación que se conserva actualmente comprende, aproximadamente, 2.500 fotografías, 1.000 postales, e imágenes correspondientes a recortes de prensa, 22.000 refranes, encuestas sociales (21.000 preguntas y 15.000 respuestas), entre las que destacan la Encuesta del Ateneo de Madrid de 1901 y varias encuestas realizadas por el mismo AEFC; 4.000 cartas a los Reyes, 1.500 romances, literatura de cordel, gozos, etc., y gran parte de la documentación generada a partir de la actividad de la Cátedra de Ética de Tomás Carreras y Artal.

## Publicaciones
- Estudis i Materials, Barcelona: Arxiu d’Etnografia i Folklore de Catalunya : Universitat de Barcelona. Facultat de Filosofia i Lletres. Càtedra d’Ètica (1916-1918)
- Manual per a recerques d'etnografia de Catalunya, Barcelona, Arxiu d'Etnografia i Folklore de Catalunya, 1921.
- Qüestionaris, Barcelona, Universitat, Facultat de Filosofia i Lletres, Arxiu d'Etnografia i Folklore de Catalunya, [1918].
- Ricart i Matas, Josep, Refranero internacional de la música y de la danza, prólogo por Tomás Carreras y Artau, Barcelona, CSIC, Archivo de Etnografía y Folklore de Cataluña, 1950.
- Romeu Figueras, Josep, El mito de "El Comte Arnau": en la canción popular, la tradición legendaria y la literatura, prólogo por el Dr. Tomàs Carreras Artau, Barcelona, Archivo de Etnografía y Folklore de Cataluña, Instituto Balmes de Sociología, 1948.